# NGC 2667
NGC 2667 este o galaxie spirală situată în constelația Racul. A fost descoperită în 18 februarie 1862 de către Heinrich Louis d'Arrest. Se află la o distanță de 58,11 de megaparseci de Pământ.